# Makrelowate
Makrelowate (Scombridae) – rodzina morskich ryb okoniokształtnych. Cenione jako ryby konsumpcyjne.

## Występowanie
Morza i oceany strefy tropikalnej, subtropikalnej i umiarkowanej.

## Klasyfikacja
Rodzaje zaliczane do tej rodziny są zgrupowane w podrodzinach Gasterochismatinae, Scombrinae:
Acanthocybium  — Allothunnus  — Auxis  — Cybiosarda  — Euthynnus  — Gasterochisma  — Grammatorcynus  — Gymnosarda  — Katsuwonus  — Orcynopsis  — Rastrelliger  — Sarda  — Scomber  — Scomberomorus  — Thunnus